# 凯尔博尔斯
凯尔博尔斯（法語：Kerbors，法語發音：[kɛʁbɔʁs] ⓘ）是法国阿摩尔滨海省的一个市镇，位于该省西北部，属于拉尼永区。

## 地理
凯尔博尔斯（48°49'40"N, 3°10'59"W）面积6.88 平方千米，位于法国布列塔尼大區阿摩尔滨海省，该省份为法国西北部沿海省份，位于布列塔尼半岛北部，北濒大西洋英吉利海峡，西接菲尼斯泰尔省，南至莫尔比昂省，东临伊勒-维莱讷省。
与凯尔博尔斯接壤的市镇（或旧市镇、城区）包括：普勒比扬、普勒默尔戈捷、特雷达尔泽克。

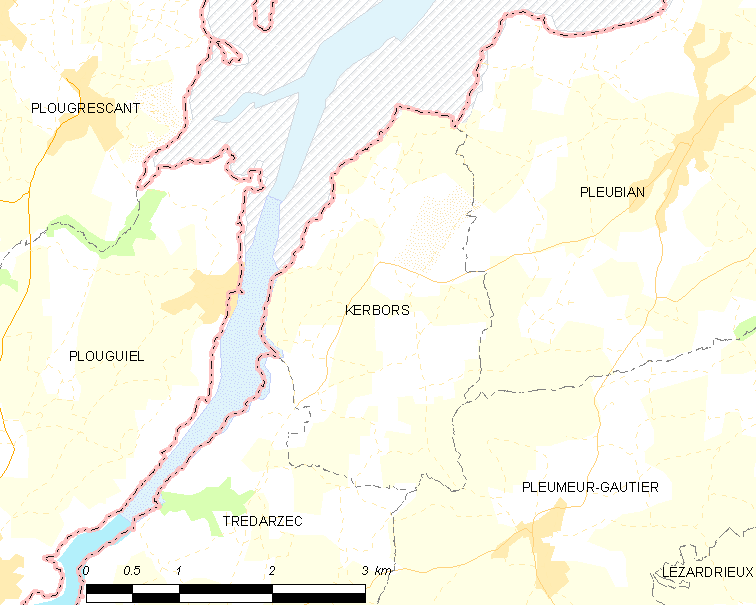
凯尔博尔斯的OSM定位图

凯尔博尔斯的时区为UTC+01:00、UTC+02:00（夏令时）。

## 行政
凯尔博尔斯的邮政编码为22610，INSEE市镇编码为22085。

## 政治
凯尔博尔斯所属的省级选区为特雷吉耶县。

## 人口

1962-2008年间凯尔博尔斯人口变化图示

凯尔博尔斯于2022年1月1日时的人口数量为286人。